# Potez 453
Il Potez 453 fu un idrocaccia a scafo centrale, monoposto, monomotore ad ala alta a parasole, sviluppato dall'azienda francese Potez nella prima parte degli anni trenta e rimasto allo stadio di prototipo.
Conversione monoposto del precedente idroricognitore Potez 452, venne realizzato per rispondere ad una specifica dalla Marine nationale, la marina militare francese, per un idrocaccia catapultabile, tuttavia al termine delle valutazioni comparative gli venne preferito il Loire 210 ed il suo sviluppo venne interrotto.

## Storia del progetto
Nel 1933 la Marine nationale emise una specifica per la fornitura di un idrocaccia catapultabile destinato ad equipaggiare le proprie unità maggiori, come incrociatori pesanti, ad esempio della Classe Suffren, e navi da battaglia, come quelle di Classe Richelieu, e garantire la sicurezza dello spazio aereo attorno ai convogli della marina francese.
Per rispondere a tale esigenza furono quattro le aziende aeronautiche nazionali presentare delle proposte, la Loire Aviation con il suo Loire 210, la Société des Avions Bernard (S.A.B.) con il Bernard H 110, la Potez con il suo 453 e i Chantiers aéronavals Étienne Romano con il Romano R.90.
Il modello proposto dalla Potez era basato sul precedente idroricognitore 452 e ne riproponeva le caratteristiche salienti, configurazione a scafo centrale, monomotore e velatura monoplana ad ala alta, ma con un solo abitacolo e dotandolo di un motore dalla potenza più elevata.
La costruzione del prototipo venne iniziata quello stesso anno e fu pronto per le prove il 24 settembre 1935. Durante i test di volo riuscì ad esprimere prestazioni interessanti toccando i 318 km/h e riuscendo a raggiungere una buona velocità variometrica. Tuttavia, quando iniziarono le prove in condizioni operative, il 453 evidenziò la tendenza ad avere un assetto picchiato appena lasciata la catapulta a massima potenza, problema da ritenersi legato alla collocazione del motore, posizionato centralmente e rialzato sopra l'ala, molto in alto per le dimensioni contenute del velivolo. Questo bastò per far rifiutare ufficialmente il modello dalla marina francese, tuttavia il 453 aveva altre carenze importanti quali la limitata potenza di fuoco affidata a due sole mitragliatrici ed un'autonomia che consentiva solo brevi voli, prestazioni giudicate inferiori ai concorrenti che in base alle prove comparative fecero prevalere il Loire 210.

## Tecnica
Il 453 era un idrovolante a scafo di impostazione classica caratterizzato da una velatura monoplana e una motorizzazione traente.
Lo scafo integrava l'unico abitacolo destinato al pilota, aperto e dotato anteriormente di un parabrezza avvolgente e posteriormente di un poggiatesta, e terminava in un impennaggio cruciforme.
La velatura era monoplana, con l'ala posizionata alta a parasole che era dotata di alettoni ed ipersostentatori sul bordo d'attacco.
La stabilità nel galleggiamento, e nelle operazioni di flottaggio ed ammaraggio, era assicurato da una coppia di galleggianti posti sotto l'ala e collegati alla stessa da una coppia di lunghi montanti.
La propulsione era affidata ad un motore Hispano-Suiza 14Hbs, un radiale 14 cilindri posizionati su due file ed in grado di erogare, in quella versione, una potenza pari a 720 CV (530 kW), posto sull'estremità anteriore della fusoliera racchiuso in una cappottatura NACA ed abbinato ad un'elica tripala a passo variabile.
La dotazione offensiva era basata su una coppia di mitragliatrici MAC 34 calibro 7,5 mm posizionate anteriormente sulla parte superiore dello scafo.

## Utilizzatori
Francia
- Aéronautique navale

utilizzato solamente durante le prove di valutazione.